# Throes of Joy in the Jaws of Defeatism
| Совокупная оценка    | Совокупная оценка |
| Источник             | Оценка            |
| -------------------- | ----------------- |
| Metacritic           | 86/100            |
| Оценки критиков      |                   |
| Источник             | Оценка            |
| AllMusic             | [ 5 ]             |
| Metal Hammer         | [ 6 ]             |
| Kerrang!             | [ 7 ]             |
| Brave Words          | [ 8 ]             |
| Exclaim!             | [ 9 ]             |
| Rock Hard            | [ 10 ]            |
| PopMatters           | [ 11 ]            |
| Blabbermouth         | [ 12 ]            |
| Consequence of Sound | A-                |
| The Quietus          | [ 14 ]            |
| PunkNews.org         | [ 15 ]            |
| Metal Storm          | [ 16 ]            |
| Metal Injection      | [ 17 ]            |
| Metal.de             | [ 18 ]            |
| Sputnikmusic         | [ 19 ]            |
| Ultimate Guitar      | [ 20 ]            |
| New Noise            | [ 21 ]            |
| Metal1.info          | [ 22 ]            |

Throes Of Joy In The Jaws Of Defeatism (с англ. — «Порывы радости в пасти пораженчества») — шестнадцатый студийный альбом британской грайндкор-группы Napalm Death, выпущенный 18 сентября 2020 года на лейбле Century Media Records. Это первый полноформатный альбом за пять лет после выхода Apex Predator – Easy Meat в 2015 году, тем самым, для группы это самый большой перерыв между выпусками альбомов. Журнал Metal Hammer поставил Throes Of Joy In The Jaws Of Defeatism на второе место в своём списке «50 лучших альбомов 2020 года».

## Список композиций
| №                   | Название                                 | Текст песни         | Музыка                      | Длительность |
| ------------------- | ---------------------------------------- | ------------------- | --------------------------- | ------------ |
| 1.                  | «Fuck the Factoid»                       | Барни Гринуэй       | Шэйн Эмбери                 | 2:27         |
| 2.                  | «Backlash Just Because»                  | Гринуэй             | Эмбери                      | 2:56         |
| 3.                  | «That Curse of Being in Thrall»          | Гринуэй             | Эмбери                      | 3:36         |
| 4.                  | «Contagion»                              | Эмбери              | Эмбери                      | 4:05         |
| 5.                  | «Joie de Ne Pas Vivre»                   | Гринуэй             | Эмбери, Расс Рассел         | 2:28         |
| 6.                  | «Invigorating Clutch»                    | Гринуэй             | Эмбери                      | 4:05         |
| 7.                  | «Zero Gravitas Chamber»                  | Гринуэй             | Эмбери                      | 4:03         |
| 8.                  | «Fluxing of the Muscle»                  | Гринуэй             | Эмбери                      | 4:33         |
| 9.                  | «Amoral»                                 | Эмбери              | Эмбери                      | 3:05         |
| 10.                 | «Throes of Joy in the Jaws of Defeatism» | Гринуэй             | Эмбери                      | 2:55         |
| 11.                 | «Acting in Gouged Faith»                 | Гринуэй             | Эмбери                      | 3:37         |
| 12.                 | «A Bellyful of Salt and Spleen»          | Гринуэй             | Эмбери, Митч Харрис, Рассел | 4:36         |
| Общая длительность: | Общая длительность:                      | Общая длительность: | Общая длительность:         | 42:26        |

| №   | Название                                    | Текст песни  | Музыка                 | Длительность |
| --- | ------------------------------------------- | ------------ | ---------------------- | ------------ |
| 12. | «Feral Carve-Up»                            | Гринуэй      | Эмбери                 | 2:49         |
| 13. | «A Bellyful of Salt and Spleen»             | Гринуэй      | Эмбери, Харрис, Рассел | 4:36         |
| 14. | «White Kross» (кавер на Sonic Youth)        | Тёрстон Мур  | Sonic Youth            | 4:06         |
| 15. | «Blissful Myth» (кавер на Rudimentary Peni) | Грант Мэтьюз | Rudimentary Peni       | 1:52         |

| №   | Название                        | Текст песни | Музыка                 | Длительность |
| --- | ------------------------------- | ----------- | ---------------------- | ------------ |
| 12. | «Air's Turned Foul in Here»     | Гринуэй     | Эмбери                 | 2:59         |
| 13. | «A Bellyful of Salt and Spleen» | Гринуэй     | Эмбери, Харрис, Рассел | 4:36         |

| №   | Название                                    | Текст песни | Музыка                 | Длительность |
| --- | ------------------------------------------- | ----------- | ---------------------- | ------------ |
| 12. | «Air's Turned Foul in Here»                 | Гринуэй     | Эмбери                 | 2:59         |
| 13. | «Feral Carve-Up»                            | Гринуэй     | Эмбери                 | 2:49         |
| 14. | «A Bellyful of Salt and Spleen»             | Гринуэй     | Эмбери, Харрис, Рассел | 4:36         |
| 15. | «White Kross» (кавер на Sonic Youth)        | Мур         | Sonic Youth            | 4:06         |
| 16. | «Blissful Myth» (кавер на Rudimentary Peni) | Мэтьюз      | Rudimentary Peni       | 1:52         |

## Участники записи
Napalm Death
- Марк «Барни» Гринуэй — вокал
- Митч Харрис — гитары
- Шэйн Эмбери — бас-гитара, гитара (не указан на буклете)[24], бэк-вокал, шумы
- Дэнни Эррера — ударные

Приглашённые музыканты
- Джон Кук — гитары (на «White Kross» и «Blissful Myth»)
- Расс Рассел — продюсирование, звукорежиссура, сведение, мастеринг, шумы